# Sacramenten van Mirakel in de Lage Landen

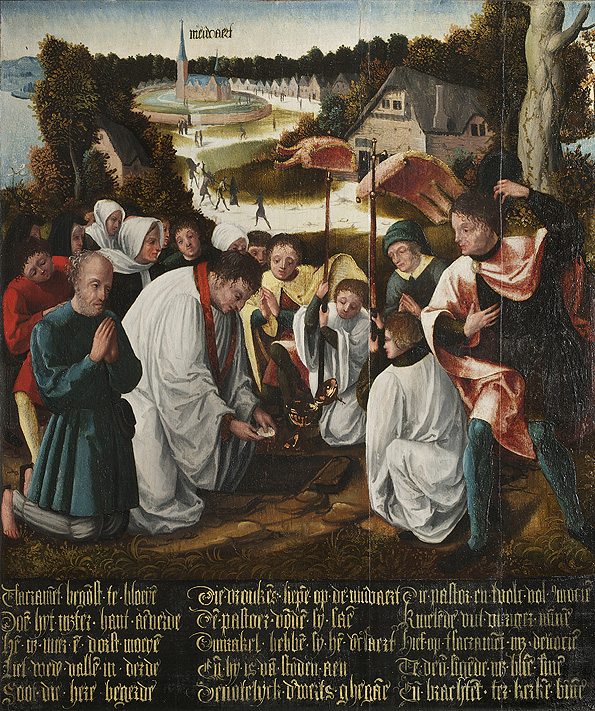
Sacrament van Mirakel van Niervaert (Breda).

De Sacramenten van Mirakel waren cultussen binnen de Westerse christenheid die ontstonden naar aanleiding van een wonder met het Sacrament.
Reeds voor de invoering in 1246 van het feest van Sacramentsdag in het Luikse diocees bestonden er binnen de Westerse christenheid Sacramenten van Mirakel. Deze cultussen vermeerderden sterk in aantal in de periode  waarin het Sacramentsfeest zich begon te verbreiden, vanaf de tweede helft van de dertiende eeuw. Het feest van Sacramentsdag werd in 1264 door paus Urbanus IV verheven tot hoogfeest in de universele Kerk.

## Sacramenten van Mirakel in de Lage Landen
Van de volgende plaatsen in de Lage Landen is bekend dat daar in de (late) Middeleeuwen gedurende korte of lange tijd mirakelhosties of bloedcorporalen vereerd werden.
- Atrecht (1160-1180)
- Vlaanderen (1182)
- Meerssen (ca. 1222)[2]
- Sint-Truiden (1225)
- Villers (ca. 1252)
- Dowaai (1254)
- Binderen (dertiende eeuw)
- Hasselt, Overijssel (dertiende eeuw)[3]
- Niervaert-Breda (ca. 1300)[4]
- Kranenburg (1308, thans Duitsland)
- Herkenrode (ca. 1317)
- Brussel (1333)
- Asse (1335)
- Dordrecht (1338)
- Amersfoort (1340)
- Stiphout (1341)[5]

- Amsterdam (1345)[6]
- Gent (vóór 1350)
- Brussel (1370)
- Middelburg (1374)
- Leuven (1380)
- Boxtel (1380)
- Boxmeer (ca. 1400)
- Bois-Seigneur-Isaac (1405)
- Schraard (ca. 1410)
- Poederlee (1412)
- Staveren (vóór 1418)
- Bergen Noord-Holland (1421)
- Alkmaar (1429)
- Kinrooi (1474)

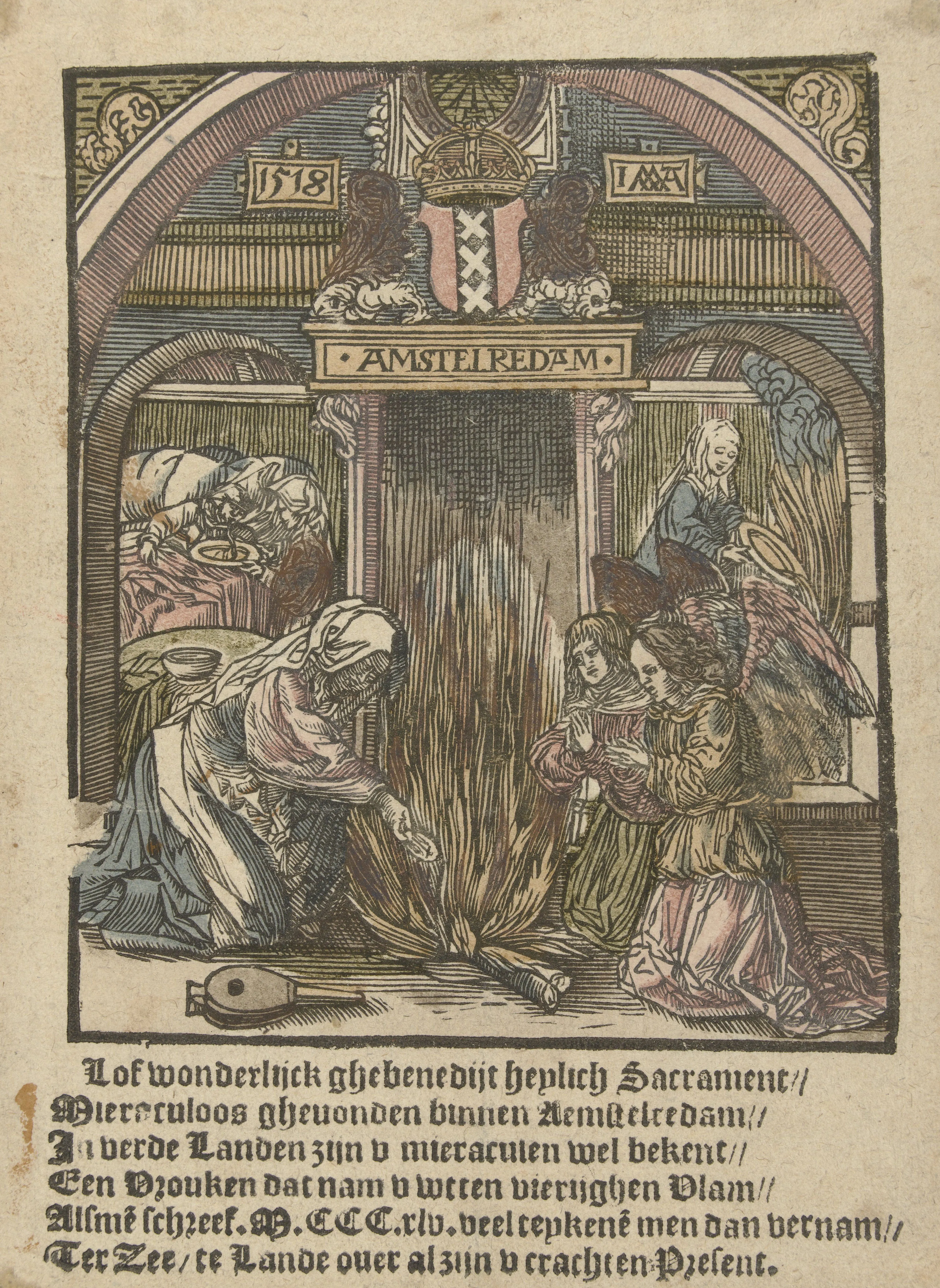
Het Mirakel van Amsterdam op een bedevaartprentje uit 1518

- Meerssen (tweede helft vijftiende eeuw)
- Helpman (1483)
- Solwerd (ca. 1520)